# Chiesa di San Sebastiano al Palatino
La chiesa di San Sebastiano al Palatino è un luogo di culto cattolico di Roma, nel rione Campitelli, dedicata a san Sebastiano e costruita sul luogo del martirio del santo, sul colle Palatino. Su questa chiesa insiste la diaconia di San Sebastiano al Palatino.

## Storia

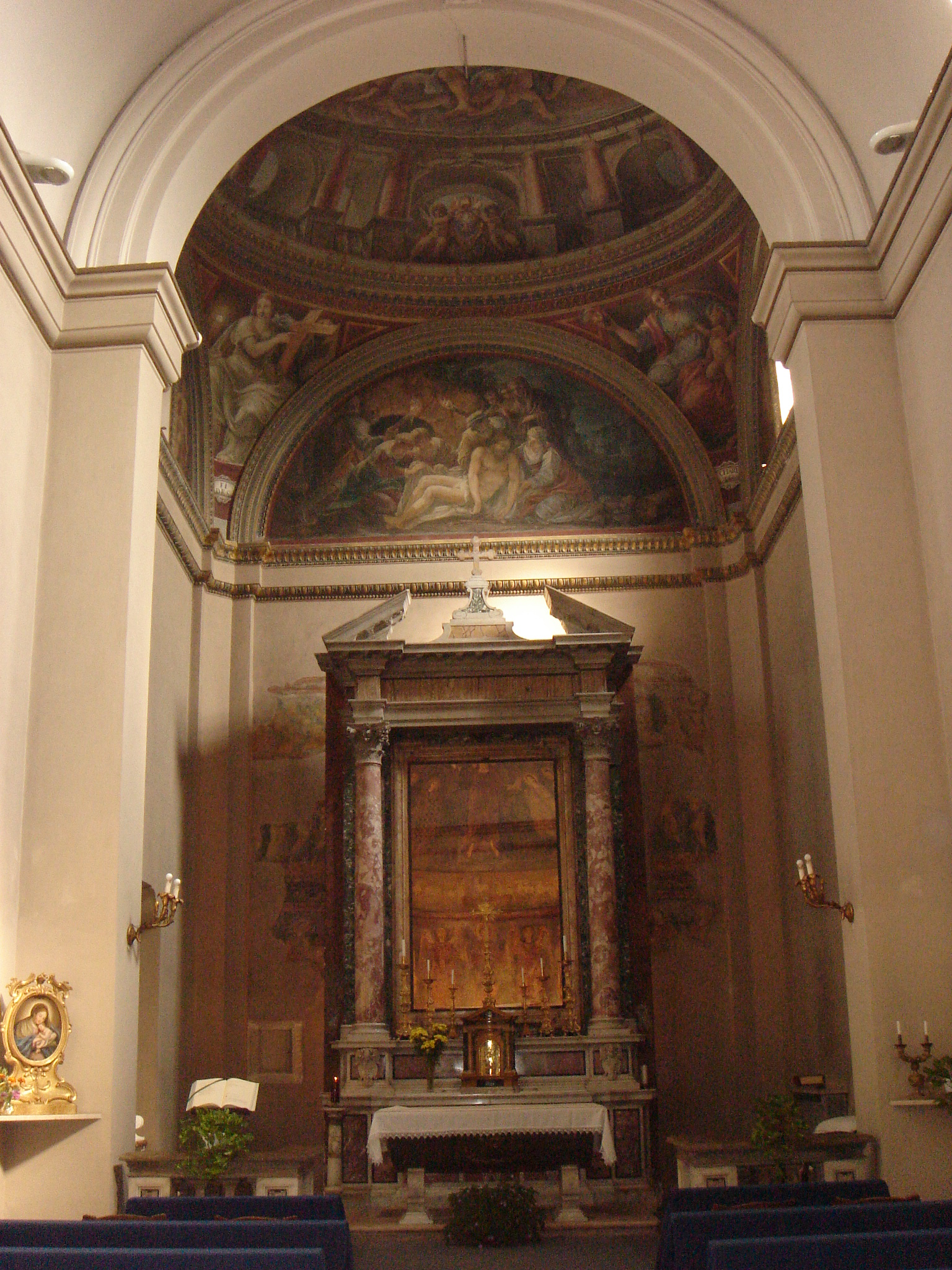
Il presbiterio

Secondo la tradizione, la chiesa fu costruita nel luogo del martirio di san Sebastiano. Questo avvenne nei pressi dell'Elagabalium, il tempio dedicato a Sol Invictus e poi a Giove, che custodiva diversi oggetti sacri, tra cui il Palladio di Atena, portato da Troia; per questo motivo la chiesa era anche nota come Santa Maria in Pallara.
Un primo edificio venne costruito nel X secolo, mentre la sistemazione attuale è dovuta alla ricostruzione del 1624, ad opera di papa Urbano VIII; durante questi lavori vennero preservati gli affreschi originali dell'abside, raffiguranti Cristo tra san Lorenzo e santo Stefano, san Sebastiano e san Zotico come diaconi, e sotto la Madonna e gli angeli. Divenne sede di un Baliato del Sovrano Ordine di Malta di patronato dei Barberini, famiglia di Urbano VIII, tutt'oggi esistente. L'attuale titolare è il Principe (e attore) Urbano Barberini
La chiesa è una rettoria dipendente dalla parrocchia di Santa Maria in Portico in Campitelli. Dal 2016 è officiata dalle Fraternità monastiche di Gerusalemme.